# Nina Amenta
Annamaria Beatrice (Nina) Amenta est une chercheuse en informatique américaine qui est à la tête du département d'informatique de l' Université de Californie à Davis. Elle se spécialise en géométrie algorithmique et en infographie, et est particulièrement connue pour ses recherches sur la reconstruction de surfaces à partir de nuage de points  .   

## Biographie
Amenta a grandi à Pittsburgh et s'est spécialisée dans l'étude des civilisations antiques à l'Université de Yale,  ou elle décroche son diplôme en 1979. Après avoir travaillé pendant plus de dix ans en tant que programmeuse informatique, elle a repris ses études supérieures,  et a obtenu son doctorat. en 1994 à l' Université de Californie à Berkeley, grâce à sa thèse sur les relations entre le théorème de Helly et la programmation linéaire généralisée, sous la direction de Raimund Seidel .  Après des études postdoctorales au Geometry Center et au Xerox PARC, elle est devenue membre du corps professoral de l' Université du Texas à Austin et a déménagé à Davis en 2002. Elle est devenue professeur Bucher et directrice du département en 2013.  
Amenta a coprésidé le Symposium on Computational Geometry  en 2006, avec Otfried Cheong .